# Bulzul Gălzii
Bulzul Gălzii (Piatra Bulzului) este o arie protejată de interes național ce corespunde categoriei a IV-a IUCN (rezervație naturală de tip geologic), situată în estul Transilvaniei, pe teritoriul județului Alba.

## Localizare
Aria naturală se află în partea central-nordică a județului Alba, în sud-estul Munților Trascăului (grupă montană a Apusenilor) la o altitudine de 940 m, în porțiunea cuprinsă între Valea Galdei și Valea Tibrului, pe teritoriul administrativ al comunei Galda de Jos (în sud-vestul satului Poiana Galdei), în apropierea drumului județean (DJ107K), care leagă localitatea Galda de Sus de Întregalde.

## Descriere
Rezervația naturală a fost declarată arie protejată prin Legea Nr.5 din 6 martie 2000, publicată în Monitorul Oficial al României, Nr.152 din 12 aprilie 2000, privind aprobarea Planului de amenajare a teritoriului național - Secțiunea a III-a - zone protejate și ocupă o suprafață de 3 hectare.
Pe teritoriul rezervației tronează o klippă de calcare sub formă de olistolite desprinsă din versantul sudic al Trascăului, bloc calcaros cu dimensiuni impresionante (înălțime 70 m, lungime  200 m, lățime 60 m) atribuit erei geologice a jurasicului.
Arealul Piatra Bulzului reprezintă o zonă naturală acoperită cu vegetație arboricolă și suprafețe de fâneață; ce adăpostește comunități importante de plante mezofile cu specii de țăpoșică (Nardus stricta), iarba câmpului (Agrostis tenuis) și păiuș roșu (Festuca rubra). 